# Distrikt San Rafael (Ambo)
Der Distrikt San Rafael liegt in der Provinz Ambo in der Region Huánuco in Zentral-Peru. Der Distrikt wurde am 21. Oktober 1912 gegründet. Er hat eine Fläche von 441 km². Beim Zensus 2017 wurden 9398 Einwohner gezählt. Im Jahr 1993 lag die Einwohnerzahl bei 11.591, im Jahr 2007 bei 11.604. Sitz der Distriktverwaltung ist die 2694 m hoch gelegene Kleinstadt San Rafael mit 2095 Einwohnern (Stand 2017). San Rafael befindet sich 23 km südlich der Provinzhauptstadt Ambo.

## Geographische Lage
Der Distrikt San Rafael liegt in der peruanischen Zentralkordillere im Südosten der Provinz Ambo. Der Río Huallaga durchquert den Westteil des Distrikts in nördlicher Richtung. Der Río Blanco entwässert den Ostteil des Distrikts und mündet an der nördlichen Distriktgrenze in den Río Huallaga.
Der Distrikt San Rafael grenzt im Süden an die Distrikte Ticlacayán, Huariaca und Pallanchacra (alle drei in der Provinz Pasco), im Westen an die Distrikte San Francisco und Huácar, im Norden an den Distrikt Ambo sowie im Osten an den Distrikt Panao (Provinz Pachitea).

## Ortschaften
Im Distrikt gibt es neben dem Hauptort folgende größere Ortschaften:
- 1 de Mayo
- Alcas (340 Einwohner)
- Ayancocha Alta (478 Einwohner)
- Chacos (341 Einwohner)
- Cochacalla (550 Einwohner)
- Corralcancha
- Estancia Pata (529 Einwohner)
- Matihuaca (472 Einwohner)
- Ocucalla
- Pillao
- Pucará
- Querojamanan
- San Joaquín
- Santa Rosa de Marcamayo
- Santo Domingo de Rondos
- Tecte